# Franciszek Kurowski
Franciszek Kurowski herbu Nałęcz III (ur. 1764, zm. 17 sierpnia 1869 w Paryżu) – podpułkownik ułanów polskich za Napoleona.
Odznaczony Orderem Virtuti Militari, Legią Honorową i Medalem św. Heleny. Członek Towarzystwa Filantropijnego Wzajemnej Pomocy byłych żołnierzy Napoleona.